# Akim Tamiroff
Akim Tamiroff (Tiflis, Império Russo, atual Tblisi, República da Geórgia, 29 de outubro de 1899 - Palm Springs, 17 de setembro de 1972) foi um ator russo descendente de armênios. Foi o ganhador do Globo de Ouro de ator coadjuvante, e indicado duas vezes ao Oscar de melhor ator coadjuvante.

## Filmografia parcial
- 1935 - Casino de Paris
- 1935 - Lanceiros da Índia/A Vida de um Lancer Bengala
- 1936 - Desejo
- 1936 - O general morreu ao amanhecer
- 1937 - Alegre e feliz
- 1938 - Lafitte, o corsário
- 1940 - O homem que se vendeu
- 1941 - Os irmãos corsos/Os irmãos da Córsega
- 1942 - Tortilla Flat
- 1943 - Cinco covas no Egito
- 1943 - A irmã do mordomo
- 1943 - Por quem os sinos dobram
- 1944 - Papai por acaso
- 1944 - A ponte de são Luis rei
- 1944 - A estirpe do dragão
- 1944 - Vivo para cantar
- 1955 - Grilhões do passado
- 1956 - Anastácia, a princesa esquecida
- 1958 - A marca da maldade
- 1960 - Onze homens e um segredo
- 1962 - O processo
- 1964 - Topkapi
- 1965 - Alphaville
- 1965 - Lord Jim